# Вишаково
Вишаково (пол. Wyszakowo) — село в Польщі, у гміні Занемишль Сьредського повіту Великопольського воєводства.
Населення — 67 осіб (2011).
У 1975-1998 роках село належало до Познанського воєводства.

## Демографія
Демографічна структура станом на 31 березня 2011 року:
|          | Загалом | Допрацездатний вік | Працездатний вік | Постпрацездатний вік |
| -------- | ------- | ------------------ | ---------------- | -------------------- |
| Чоловіки | 37      | 4                  | 28               | 5                    |
| Жінки    | 30      | 4                  | 19               | 7                    |
| Разом    | 67      | 8                  | 47               | 12                   |